# Losbastardos
I Losbastardos sono un gruppo musicale italiano di genere crossover rock, formatosi nel 1994 a Montjovet (Aosta) e che ha all'attivo tre album.

## Storia del gruppo
Nascono nel 1994. Il nome rileva la volontà di fare una musica che sia un miscuglio di generi: i riferimenti musicali vanno da Frank Zappa, i Living Colour, gli AC/DC, i Metallica, i Fishbone, Mr. Bungle per quanto riguarda gli artisti internazionali a Frankie hi-nrg mc, Paolino Paperino Band ed Elio e le Storie Tese.
Fra il 1994 e il 2000 producono una grande quantità di demo. Vincono le selezioni regionali di Arezzo Wave e vanno al festival toscano. Decidono di cantare in più lingue. Attualmente sono tre: italiano (soprattutto), francese e inglese. Hanno composto anche una canzone in arabo.
Nel 1999 il gruppo entra in contatto con la casa discografica VizioRecordz/Opere Buffe e firma un contratto di produzione e distribuzione di cinque dischi.
Agli inizi del 2000 esce il primo disco che si intitola Los Bastardos.
Fra il 2000 e il 2002 fanno molti concerti, in club e centri sociali. Partecipano ai festival Tavagnasco Rock e Beach Bum Festival a Jesolo.
Nel 2002 esce il secondo disco: “…basta” è il titolo. Lo registrano a Colonia, in Germania, sotto la supervisione dello svizzero-piemontese Hairi Vogel, il produttore,  e di René Tinner, il fonico.
In autunno il videoclip di “Fino in fondo”, canzone tratta dal disco, vince il premio al M.E.I. di Faenza per il miglior soggetto fra i videoclip indipendenti italiani dell'anno.
Fra il 2002 e il 2005 partecipano ancora a molti festival, in Italia e in Francia: Rock and Rhodes, Ferrock, Rock au Fort fra gli altri. Partecipano a molte trasmissioni di Rock Tv: Database, Sala Prove, Rock Tv Tour.
Nel 2005 esce il terzo disco, Effetto Domino, prodotto da Umberto Balistica Cerutti (Wah Companion) e distribuito da Venus.

## Formazione
- Gianluca Chamonal  - batteria
- René Cuignon  - chitarra
- Daniele Iacomini   - basso
- Lothar - voce
- Erik Noro - chitarra

## Discografia

### Album
- 2000 - Los Bastardos - CD (NAgAsaki Records/Vizio Recordz/Opere Buffe)
- 2002 - ...basta - CD (NAgAsaki Records/Vizio Recordz/Opere Buffe)
- 2005 - Effetto Domino - CD (NAgAsaki Records/Vizio Recordz/Opere Buffe/Venus)

### Singoli
- 2002 - Disagio/Balla Veronica (NAgAsaki Records/Vizio Recordz)
- 2005 - Essere Umano? (NAgAsaki Records/Vizio Recordz)
- 2005 - Le nostre città (NAgAsaki Records/Vizio Recordz)

### Partecipazioni a compilation
- 2000 - Tavagnasco Rock
- 2000 - Rocksound
- 2001 - Torino Core Movement
- 2002 - Hate Sound System
- 2003 - Music Against Itself

### Demo
- 1994 - Snow and Slam (Autoproduzione)
- 1995 - Songs of Experience (Autoproduzione)
- 1996 - Bonavesse (Autoproduzione)
- 1997 - Los Bastardos (Autoproduzione)
- 1999 - Tundra (Autoproduzione)